# Porsche 928
La Porsche 928 è un'autovettura Gran Turismo con carrozzeria di tipo coupé, prodotta dalla casa automobilistica tedesca Porsche tra il 1977 ed il 1995.

## Le premesse

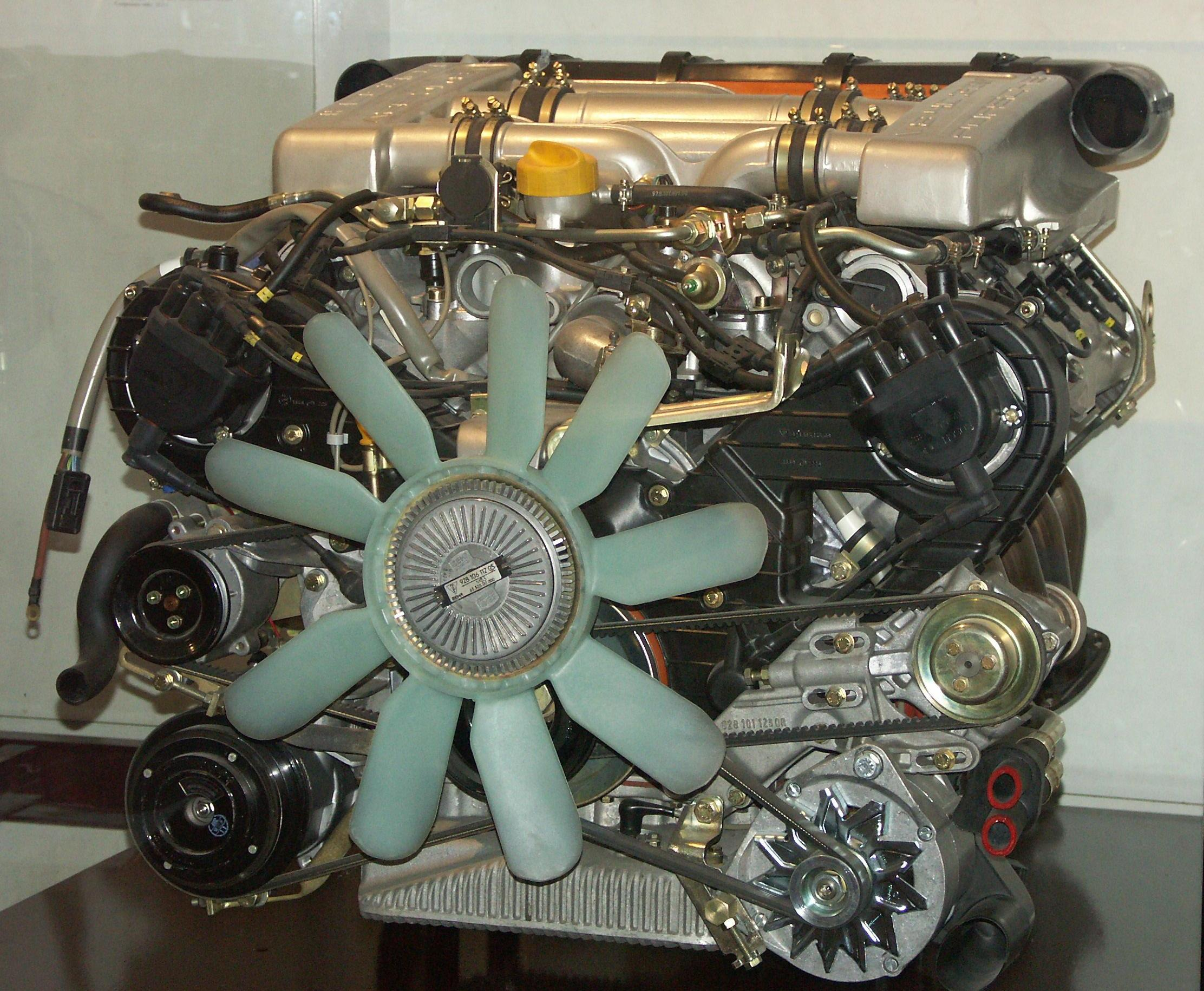
Il motore della 928

A metà degli anni settanta la 911 stava invecchiando e agli occhi del nuovo management Porsche, non era più solo questione di proporre una riedizione della classica sportiva con motore boxer posteriore a sbalzo, ma di trovare una nuova formula più redditizia. Lo schema migliore per equilibrare le masse era, secondo i tecnici Porsche, il transaxle: motore anteriore, trazione posteriore e cambio al retrotreno. Così, per l'erede della 911, il progetto 928, venne scelto senza indugio lo schema transaxle. Anche il motore boxer raffreddato ad aria appariva arcaico, meglio progettare un nuovo V8, più potente e, soprattutto, con maggiori margini di sviluppo.
Il progetto 928 decollò sempre in quegli anni anche perché negli Stati Uniti d'America si stavano delineando parametri per i crash test molto rigidi che a quell'epoca una vettura a motore posteriore non avrebbe mai passato. Quindi per non perdere una fetta di mercato consistente si pensò ad una vettura diversa dalla 911.

## La presentazione

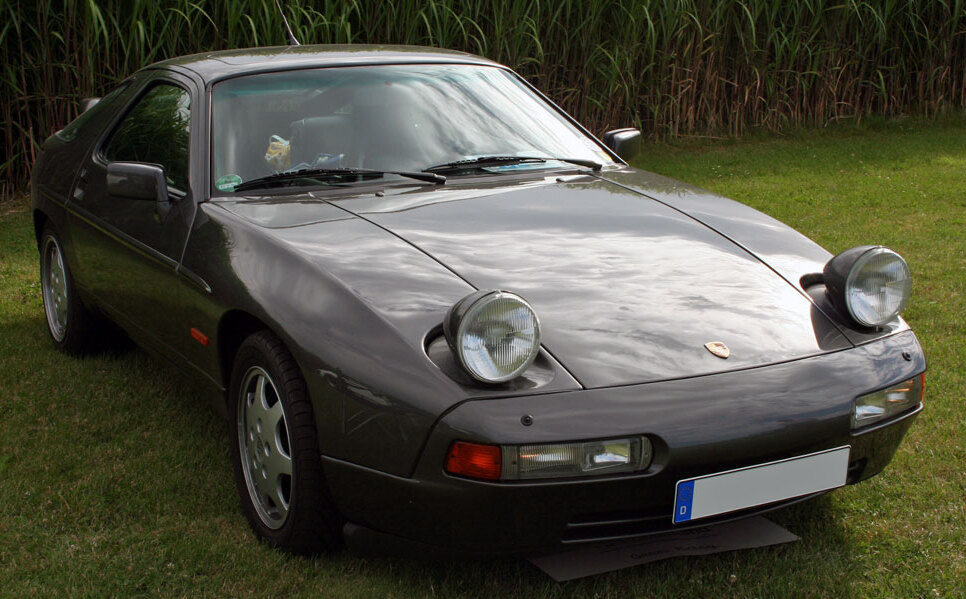
Una Porsche 928 S4; notare i caratteristici fanali "a scomparsa"

Nel 1977 venne presentata la 928, erede della 911 (che tuttavia sarebbe, nei piani della casa, rimasta in produzione ancora per qualche tempo), dotata di una moderna carrozzeria coupé con ampio portellone posteriore e di schema transaxle, la 928 era mossa da un inedito motore V8 in alluminio di 4474 cm³ di cilindrata con un albero a camme per bancata e alimentazione a iniezione elettronica in grado di erogare una potenza massima di 177 kW (241 CV) a 5250 giri/min.
Completavano un quadro tecnico di prim'ordine i 4 freni a disco autoventilati, le sospensioni a ruote indipendenti (con assale posteriore denominato Weissach axle e ottimizzato per ridurre il sovrasterzo) e il cambio manuale a 5 rapporti (a richiesta c'era anche un automatico a 4).
Su strada la 928 si rivelò comoda, prestazionale (230 km/h), con una buona aderenza alla strada, a differenza della 911. Doti che tuttavia la clientela Porsche non apprezzò dal punto di vista commerciale, continuando a preferirle la classica 911.
Tra l'altro la 928 nella sua prima versione, nel 1978, vinse il premio di Auto dell'anno, unica Gran Turismo ad aver vinto questo premio, nonché unica Porsche.

## L'evoluzione

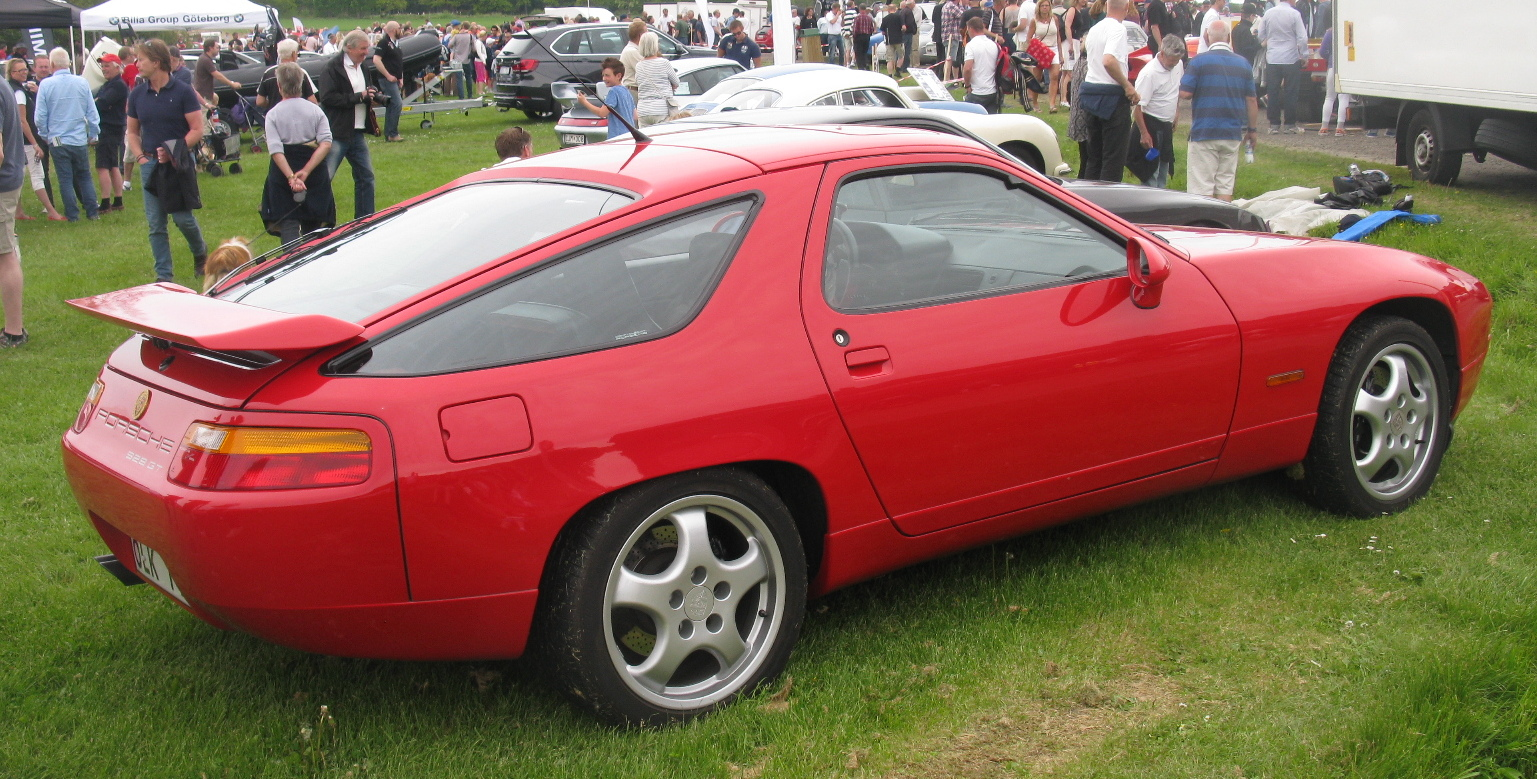
Una Porsche 928 GT

Nel 1979 venne lanciata la 928 S, con cilindrata aumentata a 4664 cm³ e potenza di 217 kW (295 CV). La 928 standard, con motore da 4,5 L e potenza di 173 kW (235 CV), rimase in listino nella sola versione con cambio automatico. Nel 1982 venne lanciata la 928 S Automatica col motore da 217 kW (295 CV). La Porsche si dedicò negli anni successivi allo sviluppo del modello che, nel 1986, adottò un motore con testa a 4 valvole per cilindro e cilindrata maggiorata a 4957 cm³. La potenza salì a 240 kW (320 CV) e 430 N⋅m di coppia massima a 3000 giri/min. Contemporaneamente venne, per la prima volta, ritoccata la carrozzeria, specie nella parte posteriore (nuove luci, diverso pannello di coda, nuovo alettone e paraurti ridisegnati), nel frontale (nuovo paraurti), negli interni e in altri particolari minori (come profili in plastica). Per sottolineare la nuova testata il modello prese il nome di 928 S4. 

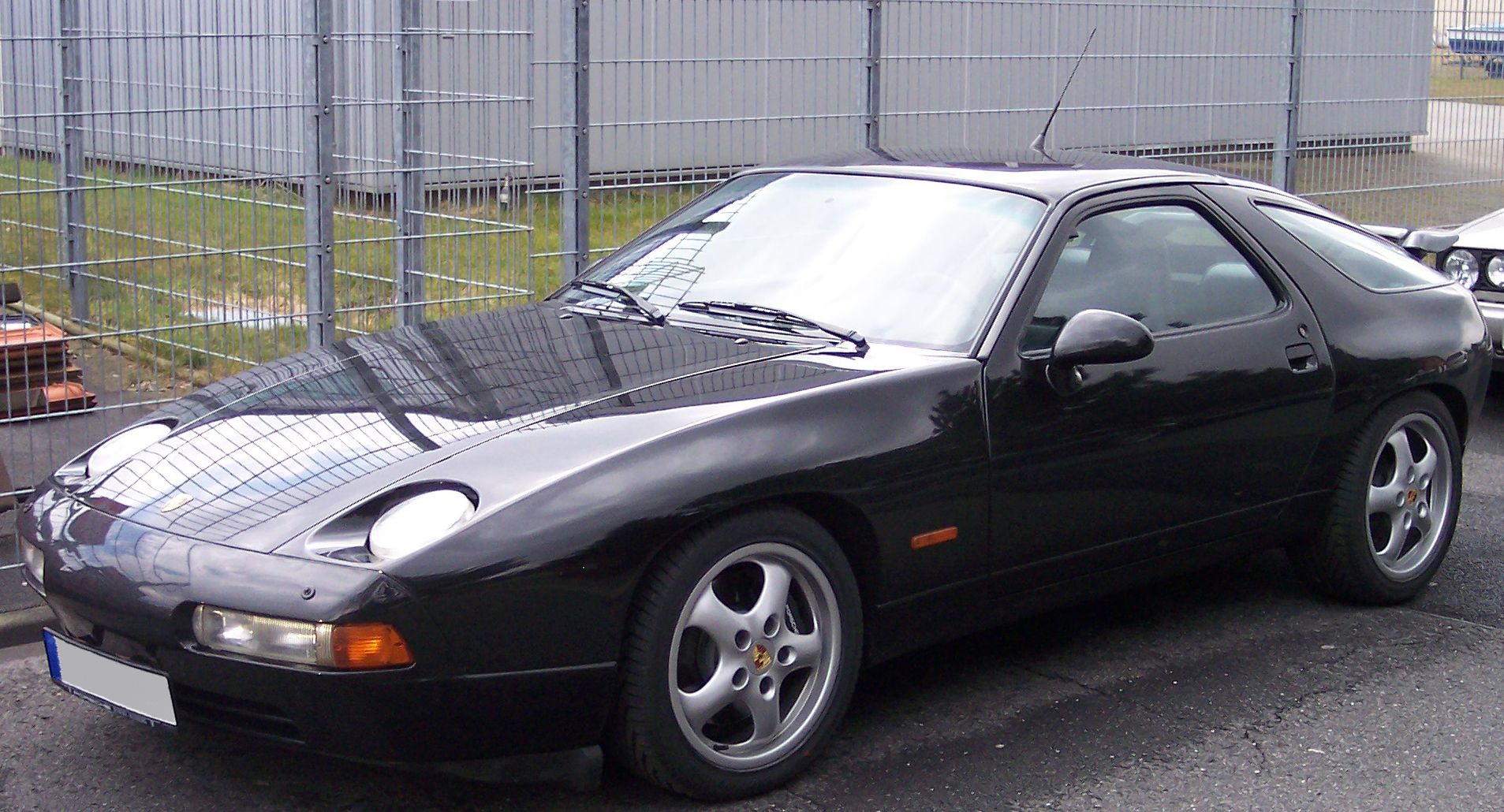
Una Porsche 928 GTS

Il 7 agosto 1986 nella pista di Bonneville Salt Flats la 928 S4 guidata dal pilota statunitense Al Holbert ottenne il record mondiale di velocità per automobili di serie catalizzate con la velocità di 276,688 km/h (171,926 mph). 
I buoni risultati nelle vendite di questo nuovo modello spinsero la casa madre a proseguire con gli affinamenti tecnici affiancandole nel 1989 la versione 928 GT con motore catalitico e in grado di erogare 240 kW (330 CV) e una coppia max di 430 N⋅m a 4300 giri/min. Rimasero entrambe in listino (la "928 S4" solo in versione automatica) fino al 1º semestre 1992. Dal 1991 vennero dotate di airbag conducente e passeggero.

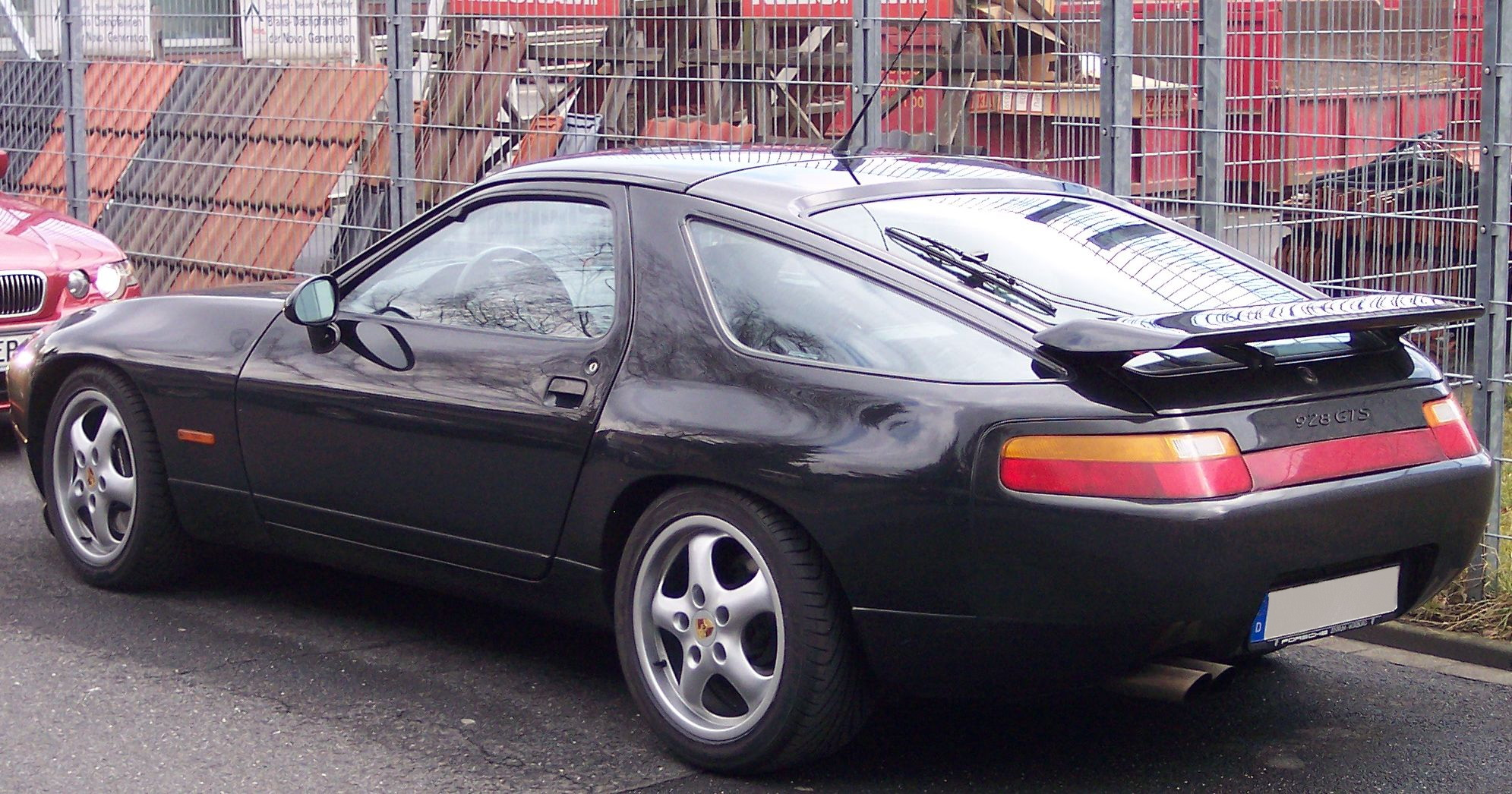
Retro 928 GTS

L'ultima evoluzione avvenne nel 1992, col lancio della 928 GTS: cilindrata aumentata a 5397 cm³, potenza di 260 kW (350 CV) e 5000 N⋅m a 4250 giri/min di coppia massima, di cui 430 N⋅m già a 1500 giri/min, marmitta catalitica, parafanghi allargati, fari posteriori collegati da una fascia rossa, interni con airbag.
La 928 uscì di listino alla fine del 1995 dopo 17 anni ed oltre 61000 esemplari prodotti.

## Esemplari venduti in Italia
Di seguito gli esemplari venduti in Italia (fonte: UNRAE). I dati prima del 1990 non sono disponibili.
- 1990: 51 unità
- 1991: 26 unità
- 1992: 36 unità
- 1993: 14 unità
- 1994: 18 unità
- 1995: 11 unità

- 1996: 2 unità
- 1997: 1 unità
- 2002: 1 unità
- 2005: 1 unità[ma se la produzione è terminata nel 1995?]

Totale generale: 161 unità.